# Almirante Tamandaré
Almirante Tamandaré város Brazíliában, Paraná államban. Lakosainak száma 119 825 fő (2022). Almirante Tamandaré Curitiba, Campo Magro, Colombo, Itaperuçu és Rio Branco do Sul községekkel határos.

## Népesség
A település népességének változása:
| Lakosok száma | 88 277 | 103 204 | 120 041 | 121 420 | 119 825 |
|               | 2000   | 2010    | 2020    | 2021    | 2022    |